# Circle Regenerated
Circle Regenerated är det finländska melodisk death metal-bandet Northers sjätte och sista studioalbum, utgivet i april 2011 på Century Media Records och på Avalon i Japan i mars samma år.
Vokalisten Aleksi Sihvonen och gitarristen Daniel Freyberg gör här sina enda framträdanden för Norther.

## Låtlista
1. "Through It All" – 3:46
2. "The Hate I Bear" – 4:07
3. "Truth" – 4:04
4. "Some Day" – 4:49
5. "Break Myself Away" – 4:06
6. "Believe" – 4:23
7. "Falling" – 4:22
8. "We Do Not Care" – 4:16
9. "The Last Time" – 4:17
10. "Closing In" – 5:49

## Medverkande
Musiker
- Aleksi Sihvonen – sång
- Kristian Ranta – gitarr, sång
- Daniel Freyberg – gitarr, bakgrundssång
- Jukka Koskinen – basgitarr, bakgrundssång
- Tuomas Planman – keyboard
- Heikki Saari – trummor

Produktion
- Anssi Kippo – producent, inspelningstekniker, mixning, mastering
- Joonas Koto – inspelningstekniker
- Fabio Bonetti – albumkonst
- Jani Kääriäinen – foto